# Portulacaria pygmaea
Portulacaria pygmaea es un arbusto suculento perteneciente al género Portulacaria, dentro de la familia Didiereaceae. Se distribuye desde el suroeste de Namibia hasta el noroeste de la provincia del Cabo.

## Descripción

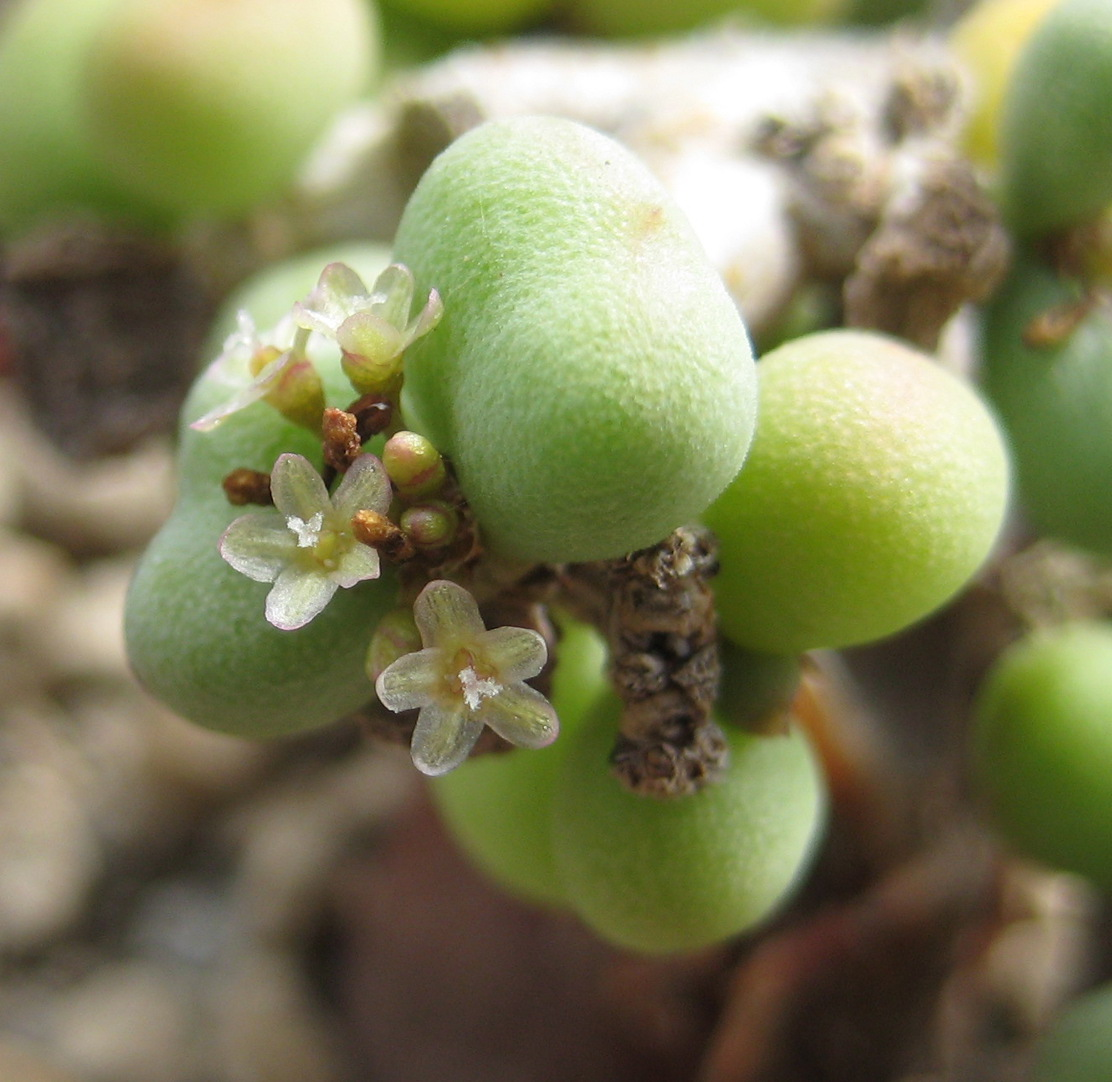
Detalle de las flores y las hojas

Portulacaria pygmaea es un arbusto enano, compacto, de crecimiento lento, sin pelos (glabro), suculento, de hasta 20 cm de alto y 30 cm de ancho. Presenta un tallo suculento (cáudice) parcialmente epígeo e hinchado de hasta 10 cm de largo y 15 cm de diámetro. Su corteza es de color marrón rojizo, descamada y a menudo con varias capas de años anteriores. 
Las hojas son obovadas, de 10-14 x 7-9 mm de ancho y alrededor de 3-4 mm de espesor, con la superficie rugosa, de color verde, volviéndose rojiza y arrugada durante las condiciones secas.
La inflorescencia es corta y se produce terminalmente, portando cimas floridas con flores de unos 4 mm de diámetro. Los pétalos de 2 mm de largo, son de color amarillento y aparecen en verano.

## Distribución y hábitat
El área de distribución nativa de esta especie abarca desde el suroeste de Namibia hasta el noroeste de la provincia del Cabo y crece principalmente en el desierto o en biomas de matorrales secos.

## Ecología
Las plantas crecen en condiciones extremas. Además de la aridez extrema, también hace mucho calor y la temperatura a veces puede alcanzar los 47 °C. El rasgo de crecimiento lento y longevidad, junto con su caudex suculento, tallos y hojas, y capas de corteza, aseguran su supervivencia. Sin embargo, la planta vive al límite y un aumento de la temperatura podría ser desastroso para su supervivencia a largo plazo. 
Durante la mayor parte de los meses secos, las hojas se vuelven rojizas y arrugadas debido al pigmento antocianina que la protege del sobrecalentamiento y ralentiza el proceso de fotosíntesis. La herbivoría de varios mamíferos también puede ser un problema, sin embargo, la planta está bien camuflada entre los afloramientos rocosos y el suelo pedregoso y con grava. Las pequeñas flores son presumiblemente polinizadas por pequeños insectos y sus semillas se dispersan por el viento.

## Taxonomía
Portulacaria afra fue descrita por el botánico sudafricano Neville Stuart Pillans y publicada por primera vez en la revista científica Journal of Botany, British and Foreign 66: 195 en 1928.
Etimología
- Portulacaria: nombre genérico derivado del género Portulaca debido a su parecido con este. El sufijo "-aria" es un sufijo latino que se utiliza para indicar relación o pertenencia.
- pygmaea: epíteto específico latino que significa "enana", haciendo referencia a su pequeño tamaño.[3]

## Estado de conservación
Portulacaria pygmaea crece en colinas y terrazas aluviales a lo largo del curso inferior del río Orange. Históricamente, estas terrazas aluviales se utilizaban para extraer diamantes, por lo que se destruyó la mayor parte de su hábitat. 
A pesar de que se encuentra dentro del Parque Transfronterizo AiAis Richtersveld, recientemente también ha sido objeto de una intensa tala furtiva para el comercio de plantas ornamentales y su población está disminuyendo gravemente. Por ello, se la clasifica como En Peligro (EN) en la Lista Roja de Plantas Sudafricanas.

## Usos
Se cultiva principalmente como planta ornamental, en suelos bien drenados, arenosos y con grava. La propagación se realiza mediante esquejes, aunque tarda bastante tiempo en enraizar.